# Oecobius przewalskyi
Espèce
Oecobius przewalskyi est une espèce d'araignées aranéomorphes de la famille des Oecobiidae.

## Distribution
Cette espèce est endémique du Tibet en Chine,. Elle se rencontre vers Shigatsé.

## Description
La femelle holotype mesure 3,70 mm.
Le mâle décrit par Hu, Liu et Wang en 2023 mesure 2,18 mm et la femelle 3,40 mm.

## Systématique et taxinomie
Cette espèce a été décrite par Hu et Li en 1987.

## Publication originale
- Hu & Li, 1987 : « The spiders collected from the fields and the forests of Xizang Autonomous Region, China. (II). » Agricultural Insects, Spiders, Plant Diseases and Weeds of Xizang, vol. 2, p. 247-353.